# Turquía en los Juegos Paralímpicos de Barcelona 1992
Turquía estuvo representada en los Juegos Paralímpicos de Barcelona 1992 por un deportista masculino. El equipo paralímpico turco no obtuvo ninguna medalla en estos Juegos.